# Leonardo Vinci

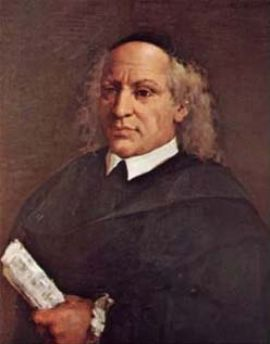
Leonardo Vinci.

Leonardo Vinci (1690 o 1696-27 de mayo de 1730) fue un compositor de música del barroco italiano, conocido sobre todo por sus óperas, miembro de la escuela napolitana.

## Biografía
Vinci nació entre 1690 y 1696 en Strongoli. A temprana edad, posiblemente en 1708, ingresó en el Conservatorio de los pobres de Jesús, en Nápoles, donde estudió con Gaetano Greco.
Su reconocimiento como compositor se inició en 1719 con el estreno de su ópera bufa Lo cecato fauzo, con libreto en napolitano, muy celebrada en el Teatro dei Fiorentini, primer escalón del género.
Para ese mismo teatro Vinci escribió muchas obras similares, la última de las cuales, Le Zite 'n Galera (1722), es generalmente reconocida como la mejor y constituye, por otro lado, la ópera bufa más antigua cuya partitura se conserva completa.
La fama de Vinci como autor de ópera bufa le abrió las puertas para incursionar en el género dramático, y su ópera seria Publio Cornelio Scipion fue también exitosa. Le llovieron encargos de otras ciudades, especialmente Roma y Venecia.
A la muerte de Alessandro Scarlatti en 1725, Vinci fue nombrado su sucesor como maestro de la capilla real de Nápoles. En el invierno de 1725-26, trabajó simultáneamente en tres óperas: Astianatte para Nápoles, Didone abbandonata para Roma y Siroe re di Persia para Venecia (las dos últimos fueron para libretos de Metastasio). En esta época su fama trascendió incluso lejos de Italia. Se sabe que Händel presentó en Londres un Pasticcio sobre temas tomados de arias de Vinci.
En febrero de 1728 Vinci fue empleado por la orden del Rosario, convirtiéndose en el maestro de capilla del Conservatorio de los Pobres Jesucristo de Nápoles y de la Iglesia de Santa Catalina. Por unos pocos meses fue, en consecuencia, profesor de Giovanni Battista Pergolesi, una de las figuras musicales más grandes e impresionantes del siglo XVIII. Después de pocos meses, delegó este trabajo en Francesco Durante a fin de tener más tiempo para seguir componiendo óperas.
Su amistad con el poeta Pietro Metastasio le proveyó de innumerables libretos para sus obras, con textos utilizados por muchos otros compositores a lo largo del siglo XVIII.
Algunas de sus obras, como la ópera bufa Lo barone de Crocchia, fueron compuestas para la interpretación de un legendario cantante castrato de la época, el cavaliere Carlo Broschi, llamado Farinelli. Su ópera Medo fue estrenada en Parma en 1728 por Farinelli y su colega y amigo de toda la vida, Antonio Bernacchi.
Su súbita muerte, probablemente no natural, nunca pudo ser totalmente esclarecida. Se cree que fue envenenado como consecuencia de una controversia amorosa.
"Vinci es el italiano Lully: verdadero, simple, natural y expresivo; trabajó duro, aunque murió joven ", dijo Charles de Brosses acerca de uno de aquellos cuyas obras, junto con las de Adolf Hasse y Leonardo Leo, dijo que fueron las más apreciadas de esa época.

## Obra

### Ópera bufa
Estas «comedias musicales» de la época no gozaban de buena fama entre los círculos académicos. Sin embargo, Vinci alcanzó el reconocimiento de Nápoles con ellas, y le abrieron las puertas del reconocimiento en toda Italia y aun en el extranjero. Todas las obras fueron compuestas en la mencionada ciudad y estrenadas en el Teatro dei Fiorentini.
- Lo cecato fauzo, 1719
- Lo scagno, 1720
- Lo Scassone, 1720
- Lo barone de Crocchia, 1721
- Li zite 'ngalera, 1722 - (Los amantes en galera)
- La festa del Bacco, 1722
- Lo castello sacchieato, 1722
- Lo laberinto, 1723
- La mogliera fedele, 1724

### Ópera dramática
Desde 1722 hasta su muerte, Vinci se dedicó de lleno a la composición de óperas dramáticas, la mayoría ambientadas en la antigua Roma. Diecinueve obras en menos de ocho años, dan una idea del éxito del género, cumpliendo los crecientes encargos de los teatros de las principales ciudades de Italia. Se indica en cada caso el lugar y año de estreno:
- Publio Cornelio Scipione, Nápoles, 1722
- Sila dictador, Nápoles, 1723
- Farnace, Roma, 1724
- Eraclea, Nápoles, 1724
- Ifigenia en Tauride, Venecia, 1725
- Rosmira fedele, Venecia, 1725
- El triunfo de Camila, Parma, 1725
- Astianatte, Nápoles, 1725
- Siroe, rey de Persia, Venecia, 1725
- Dido abandonada, Roma, 1726
- Ermelinda, Nápoles, 1726
- Segismundo, rey de Polonia, Roma, 1727
- La caída de los decemviri,[3] Nápoles, 1727
- Medo, Parma, 1728
- Catone in Utica, Roma, 1728
- Flavio Antico Oliario, Roma, 1728
- Alejandro en la India, Roma, 1729
- Semiramide riconosciuta, Roma, 1729
- Partenope, Venecia, 1724 o 1725
- Artaserse, estrenada en Roma el 4 de febrero de 1730.

## Cantata
- La disputa de los dioses, 1729

## Oratorios
- La gloria del Santísimo Rosario, 1722, Nápoles
- La protección del Rosario, 1720
- La Virgen dolorosa, 1731

## Media
- Le Zite 'n Galera, Antonio Florio (dir) Cappella della Pietà de' Turchini, Roberta Invernizzi, Emanuela Galli; Nápoles, 1999, 2 CD, OPS 30-212/213 - Duración 133:13 minutos.